# Pour un seul de mes deux yeux
Pour plus de détails, voir Fiche technique et Distribution.
Pour un seul de mes deux yeux (en hébreu : נקם אחת משתי עיני, Nekam akhat michteï enaï) est un film documentaire israélien du réalisateur polémiste Avi Mograbi sorti en 2005. Ce titre est tiré d'un verset de l'Ancien Testament (Juges 16:28) : « Alors Samson invoqua l'Éternel, et dit : Seigneur Éternel! souviens-toi de moi, je te prie; ô Dieu ! donne-moi de la force seulement cette fois, et que d'un seul coup je tire vengeance des Philistins pour mes deux yeux ! »
Le film présente la façon dont les Palestiniens sont traités par les membres de l'armée israélienne — notamment le harcèlement et les humiliations auxquelles les Palestiniens sont soumis — et confronte Israël à deux de ses mythes fondateurs, ceux de Samson et de Massada. 

## Fiche technique
- Titre original : Nekam Achat Mishtey Eynay
- Titre français : Pour un seul de mes deux yeux
- Réalisation : Avi Mograbi
- Scénario : Avi Mograbi
- Photographie : Philippe Bellaiche, Yoav Gurfinkel, Avi Mograbi, Itzik Portal
- Montage : Ewa Lenkiewicz, Avi Mograbi
- Production : Serge Lalou, Avi Mograbi
- Société(s) de production :
- Société(s) de distribution :
- Budget :
- Pays d'origine :  Israël
- Langue originale :
- Format : couleur
- Genre : Documentaire
- Durée : 100 minutes
- Dates de sortie :
  -  France : mai 2005 (Festival de Cannes)
  -  Israël : 14 juillet 2005
  -  États-Unis : 25 septembre 2005 : (New York Film Festival)
  -  France : 30 novembre 2005
  -  Belgique : 4 janvier 2006
  -  Pays-Bas : 4 mai 2006 (Amsterdam)
  -  Italie : 28 mars 2008

## Distribution
- Shredi Jabarin : l'ami palestinien

## Sortie
La première projection publique du film a lieu en mai 2005 au Festival international du film de Cannes. Elle a été suivie début juillet par sa présentation dans trois autres festivals de cinéma et une sortie en salle le 14 juillet 2005, en Israël.

## Prix
- 2006 : prix DOEN d'Amnesty International